# Siège de Oreja
Reconquista
Batailles
- Covadonga (722)
- Burbia (791)
- Lutos (794)
- Barcelone  (801)
- Clavijo (844)
- San Esteban de Gormaz  (917)
- Simancas (939)
- Barcelone (985)
- Torà (1006)
- Barbastro (1064)
- Sagrajas (1086)
- Alcoraz (1096)
- Bairén (1097)
- Consuegra (1097)
- Uclès (1108)
- Croisade norvégienne (1108-1109)
- Valtierra (1110)
- Congost de Martorell (1114)
- Cutanda (1120)
- Fraga (1134)
- Oreja (1139)
- Ourique (1139)
- Coria  (1142)
- Santarém  (1147)
- Lisbonne  (1147)
- Santarém  (1184)
- Alarcos (1195)
- Al-Damus  (1210)
- Las Navas de Tolosa (1212)
- Majorque  (1229)
- Jerez (1231)
- Puig de Cebolla (1237)
- Séville (1247-1248)
- Salé (1260)
- Révolte mudéjar  (1264-1266)
- Écija (1275)
- Algésiras  (1278-1279)
- Moclín  (1280)
- Gibraltar  (1309)
- Gibraltar  (1315)
- Gibraltar  (1333)
- Tarifa / Río Salado (1340)
- Algésiras  (1342-1344)
- Gibraltar  (1349-1350)
- Gibraltar  (1411)
- Ceuta (1415)
- La Higueruela (1431)
- Campagne de Grenade (1482-1492) : Lucena - Grenade

Le siège de Oreja est le siège imposé par les forces d'Alphonse VII, Empereur d'Espagne, à la ville espagnole de Colmenar de Oreja, qui dura d'avril à octobre 1139, date à laquelle la garnison Almoravide se rendit sans conditions. C'est la première victoire majeure de la nouvelle Reconquista, période caractéristique des deux dernières décennies de règne de l'empereur Alphonse.